# Kiss (album de Carly Rae Jepsen)
Pour les articles homonymes, voir Kiss.
Albums de Carly Rae Jepsen
Curiosity
(2012)
Singles
1. Call Me Maybe
Sortie : 20 février 2012
2. Good Time
Sortie : 26 juin 2012
3. This Kiss
Sortie : 10 septembre 2012
4. Tonight I'm Getting Over You
Sortie : 21 janvier 2013

Kiss est le second album studio de l'artiste canadienne Carly Rae Jepsen. Il est paru le 14 septembre 2012 sous les labels 604 Records, Schoolboy Records et Interscope Records .

## Liste des pistes
| No  | Titre                               | Auteur                                                                                           | Producteur(s)             | Durée |
| --- | ----------------------------------- | ------------------------------------------------------------------------------------------------ | ------------------------- | ----- |
| 1.  | Tiny Little Bows                    |                                                                                                  | Cory Enemy, Dallas Austin | 3:21  |
| 2.  | This Kiss                           | Jepsen, Matthew Bair, Kelly Covell, Stefan Kendal Gordy                                          | Matthew Bair              | 3:48  |
| 3.  | Call Me Maybe                       | Jepsen, Josh Ramsay, Tavish Crowe                                                                | Josh Ramsay               | 3:13  |
| 4.  | Curiosity (remix)                   | Jepsen, Ryan Stewart                                                                             | Ryan Stewart              | 3:33  |
| 5.  | Good Time (avec Owl City)           | Adam Young, Matthew Thiessen, Brian Lee                                                          | Adam Young                | 3:25  |
| 6.  | More Than a Memory                  |                                                                                                  |                           | 4:02  |
| 7.  | Turn Me Up                          | Kevin James Maher                                                                                |                           | 3:44  |
| 8.  | Hurt So Good                        |                                                                                                  |                           | 3:08  |
| 9.  | Beautiful (featuring Justin Bieber) |                                                                                                  |                           | 3:17  |
| 10. | Tonight I'm Getting Over You        | Max Martin, Lukas Hilbert, Clarence Coffee Jr of The Strangerz, Shiloh Hoganson, Katerina Loules | Max Martin, Lukas Hilbert | 3:39  |
| 11. | Guitar String / Wedding Ring        |                                                                                                  |                           | 3:26  |
| 12. | Heart Is a Muscle                   |                                                                                                  |                           | 3:48  |

| 13. | Drive                        |  |  | 2:59 |
| 14. | Wrong Feels So Right         |  |  | 4:17 |
| 15. | Sweetie                      |  |  | 3:38 |
| 16. | I Know You Have a Girlfriend |  |  | 3:03 |

| 16. | I Know You Have a Girlfriend |  |  | 3:03 |
| 17. | Almost Said It               |  |  |      |
| 18. | Melt With You                |  |  |      |

| 1. | Call Me Maybe (clip)      | Ben Knechtel      | 3:20 |
| 2. | Call Me Maybe (making-of) | Ben Knechtel      |      |
| 3. | Good Time (clip)          | Declan Whitebloom | 3:28 |
| 4. | Good Time (making-of)     | Declan Whitebloom |      |

### Clip Video
- 2012 - Call Me Maybe (Sorti le 1er mars sous la plateforme VEVO)
- 2012 - Good Time (Sorti le 24 juillet sous la plateforme VEVO)
- 2012 - This Kiss (Sorti le 28 octobre sous la plateforme VEVO)
- 2013 - Tonight I'm Getting Over You (Sorti le 22 février sous la plateforme VEVO)

## Classements et certifications
| Classement (2012)                | Meilleure position |
| -------------------------------- | ------------------ |
| Allemagne (Media Control Charts) | 22                 |
| Australie (ARIA Charts)          | 8                  |
| Autriche (IFPI)                  | 25                 |
| Belgique (Ultratop Flandre)      | 15                 |
| Belgique (Ultratop Wallonie)     | 27                 |
| Canada (Canadian Albums Chart)   | 5                  |
| Danemark (IFPI)                  | 26                 |
| Espagne (PROMOSICAE)             | 20                 |
| États-Unis (Billboard 200)       | 6                  |
| France (SNEP)                    | 14                 |
| Irlande (Irish Albums Chart)     | 16                 |
| Italie (FIMI)                    | 32                 |
| Japon (Oricon)                   | 4                  |
| Mexique (Top 100 Mexico)         | 16                 |
| Pays-Bas (MegaCharts)            | 47                 |
| Nouvelle-Zélande (RIANZ)         | 6                  |
| Norvège (VG-lista)               | 24                 |
| Royaume-Uni (UK Albums Chart)    | 9                  |
| Suisse (Swiss Music Charts)      | 18                 |

| Pays    | Organisme | Certification | Ventes  |
| ------- | --------- | ------------- | ------- |
| Brésil  | ABPD      | Or            | 30,000  |
| Canada  | CRIA      | Or            | 40,000  |
| Japon   | RIAJ      | Or            | 100,000 |
| Pologne | ZPAV      | Or            | 10,000  |

*Certification
| Pays      | Organisme | Certification | Ventes |
| --------- | --------- | ------------- | ------ |
| Singapour | RIAS      | Or            | -      |

## Historique de sortie
| Pays             | Date              | Format                             | Label      |
| ---------------- | ----------------- | ---------------------------------- | ---------- |
| Pays-Bas         | 13 septembre 2012 | CD, téléchargement digital         | A&M        |
| Nouvelle-Zélande | 14 septembre 2012 | CD, téléchargement digital         | Universal  |
| Australie        | 14 septembre 2012 | CD, téléchargement digital         | Universal  |
| Allemagne        | 14 septembre 2012 | CD, téléchargement digital         | Universal  |
| Mexique          | 17 Septembre 2012 | CD, téléchargement digital         | Universal  |
| France           | 17 Septembre 2012 | CD, téléchargement digital         | Polydor    |
| Royaume-Uni      | 17 Septembre 2012 | CD, téléchargement digital         | Polydor    |
| Irlande          | 17 Septembre 2012 | CD, téléchargement digital         | Interscope |
| États-Unis       | 18 septembre 2012 | CD, téléchargement digital         | Interscope |
| Italie           | 18 septembre 2012 | CD, téléchargement digital         | Interscope |
| Canada           | 18 septembre 2012 | CD, téléchargement digital         | 604        |
| Japon            | 19 septembre 2012 | CD, CD+DVD, téléchargement digital | Universal  |
| Brésil           | 21 septembre 2012 | CD, téléchargement digital, deluxe | Universal  |
| Russie           | 24 septembre 2012 | CD, téléchargement digital         | Universal  |
| Taïwan           | 28 octobre 2012   | téléchargement digital             | Avex Trax  |
| Indo-Jogja       | 5 novembre 2012   | téléchargement digital             | Mercury    |